# 新北大道
新北大道，原名中山路，是臺灣新北市境內的主要道路之一，共分為平面道路與高架道路兩個部分：高架道路部分名為中山高架道路，為新北市三重區、新莊區、泰山區重要的高架道路；平面道路部分屬於台1線，全線共分為七段，其中第三、第四段與市道106甲線共線。新北大道於中山高速公路（國道一號）與福爾摩沙高速公路（國道三號）之間平行，亦為臺北都會區交通動脈之一環。
新北大道是新北市的一條弧狀道路，路線橫跨三個行政區（三重區、泰山區 、新莊區），是新北市重要的交通幹道。目前已開放250c.c.以上之大型重型機車行駛高架道路路段。

## 行經行政區域
（由東至西）
- 三重區
- 新莊區
- 泰山區

## 平面道路
1994年進行省道路線調整，包括三重、新莊段原台1線中正路路段改為台1甲線，台1線改經由本路。
本路原名中山路，於2013年10月25日更名為新北大道；東起三重區重新路、中正北路口，西抵新莊區中正路口，共分七段。
- 一段：東起重新路／中正北路口，西抵水漾路口。
- 二段：東起光復路口，西於五工路／思源路口與新北大道三段相接。
- 三段：東於五工路／思源路口與新北大道二段相接，西於五工六路／中華路口與新北大道四段相接。
- 四段：東於五工六路／中華路口與新北大道三段相接，西於泰林路口與新北大道五段相接。
- 五段：東於泰林路口與新北大道四段相接，西於貴子路口與新北大道六段相接。
- 六段：東於貴子路口與新北大道五段相接，西於明志路口與新北大道七段相接。
- 七段：東於明志路口與新北大道六段相接，西抵中正路口與龍安路相接。

## 高架道路
中山高架道路，又稱台一線高架道路、中山高架橋，是一座位於新北市西部的市區高架道路、並非快速道路，全線屬於台1線，路線起自三重區忠孝橋西端、止於泰山區新北大道民生路口，全長約7.1公里，由新北市政府負責管理及養護。
最早通車的高架路段位於忠孝橋至三重區中山橋之間，（臺一線2K+811）於1982年4月完工，主梁為預力鋼筋混凝土箱型梁，橋梁總長 2,015公尺，淨寬14公尺。第一標自三重區中山橋至新五路口，長3.1公里，2003年10月28日通車；第二標新莊區新五路至泰山區民生路於2007年1月8日通車，從臺北車站直通至泰山區大約15分鐘車程。
高架道路計有思源路口、新五路口上下、中興北街與化成路間、化成路與思源路間、新五路與五工六路間、泰林路口、民生路口，8個上下匝道。目前有299、578、579、582等公車路線行駛。

### 出入口和匝道列表
| 中山高架道路路線設施里程一覽表 |      |          |                       |                             |            |                                             |                                                        |
| 標誌                           | 里程 | 名稱     | 順樁預告              | 逆樁預告                    | 形式       | 通車日                                      | 銜接道路 →聯絡地區                                     |
| ↑主線接續 忠孝橋               |      |          |                       |                             |            |                                             |                                                        |
|                                | 2.4  | 中正南路 | 三重市區 高架道路起點 | （僅南出北入） 高架道路終點 | 匝道       | 1982年4月                                   | 市道108號（中正南路） · →三重區                        |
|                                | 3.8  | 中華路   | 三重市區              | 三重 三重交流道             | 簡易鑽石型 | 1982年4月                                   | 中華路、市道104號（重陽路） · ⇒ 三重交流道 · →三重區   |
| 4.4k 起點                      |      |          |                       |                             |            |                                             |                                                        |
|                                | 4.8  | 三重     | 五股                  | （僅南出北入）              | 半套Y型    | 2011年2月1日                                | 八里新店線（西） · →五股區                             |
| 5.1k 終點                      |      |          |                       |                             |            |                                             |                                                        |
|                                | 5.1  | 中興北街 | 中興北街 五工路       | （僅南出北入）              | 匝道       | 1982年4月（匝道） 2003年10月28日            | 中興北街 →三重區、新莊區、五股區                       |
|                                | 6.0  | 思源路   | 新莊 板橋             | （僅南出南、北入）          | 匝道       | 2003年10月28日                              | 市道106甲線（思源路） · →新莊區、板橋區                |
|                                | 7.7  | 五工六路 | （僅北出）            | 五工六路 思源路 板橋        | 匝道       | 2003年10月28日                              | 五工六路 →新莊區、五股區                               |
|                                | 8.1  | 新五路   | 五股 五股交流道       | （僅南出北入）              | 匝道       | 2003年10月28日（匝道） 2007年1月8日（主線） | 市道107甲線（新五路） · ⇒ 五股交流道 · →泰山區、五股區 |
|                                | 8.5  | 泰林路   | 新泰路 泰林路         | （僅南出北入）              | 匝道       | 2007年1月8日                                | 市道106號（泰林路、新泰路） · →泰山區、新莊區          |
|                                | 9.5  | 泰山端   | 桃園 高架道路終點     | 高架道路起點                | 直接式     | 2007年1月8日                                | 新生路 →泰山區                                         |
| ↓主線接續 新北大道五段         |      |          |                       |                             |            |                                             |                                                        |

### 共構捷運
桃園捷運機場線於五工路／思源路至青山路路段和本路共線。高架道路段成為臺灣首座公路與捷運橋梁共構工程，為中山高架道路第一標工程之延伸，起自新五路口往南約 1,359 公尺，於民生路前下地銜接臺一線平面道路，為公路與捷運共構之雙層高架道路鐵路工程，上層為機場線高架鐵路，下層為中山高架道路。

## 沿線設施
（由東到西）
| | |
| - 一段 - 中山藝術公園（門牌為重新路三段49巷7號） - 三重區衛生所（1號） - 三重區綜合體育館（2號） - 新北市立聯合醫院三重院區（3號） - 三重區公所調解會（9號1F） - 三重戶政事務所（9號5F） - 三重區公所（11號） - 三重中山路郵局（17號） - 甲天廈社區管理委員會（190號） - 三重棒球場（300號） - 幸福水漾公園（疏洪一路） - 樂遊天地（疏洪十六路） - 二段 - 新北市政府警察局三重分局交通分隊（門牌為光復路二段175號） - 三立電視三立華劇製作中心（門牌為中興北街238號） - 台亞石油新莊化成路站（167號） - 新北駕訓班（378號） - 三段 - 捷運新北產業園區站（門牌為五工路35、37號） - 瓏山林企業廣場 - 台北國際社區廣播電台（5號19樓之5） - 全家便利商店新莊城邦店（7號1樓） - BRP（8號） - 禾典停車場新莊站（67號） - 宏匯凱悅嘉軒酒店 - 四段 - 新莊中港福德宮（2號） - 新北市勞工活動中心（門牌為五工六路9號） - 宏匯廣場（3號） - 願景公園（中央路） - 大有巴士新莊站（門牌為中央路578號） - 捷運新莊副都心站（188號） - 行政院新莊聯合辦公大樓（門牌為中平路439號） - 捷運泰山站（431號） | - 五段 - 泰山捷運公園（泰林路） - 台灣中油泰新站（1號） - 台灣電力公司泰山服務所（門牌為文程路159號） - 捷運輔大醫院站（規劃中） - 輔仁大學附設醫院（門牌為貴子路69號） - 六段 - 美康健保藥局輔大店（門牌為中正路510-1號） - 捷運泰山貴和站 - 五角大廈（460號） - 新北市立泰山幼兒園貴和分所（門牌為明志路三段365號2F） - 七段 - 新莊園（42巷243號） - 台灣中油聯新站（120號） - 新莊區公有停車場 - 新莊區第一公墓 - 新莊區生命紀念館（門牌為壽山路162號之1） - 統一超商一級棒門市（482號） - 雙鳳公園(雙鳳路) - 新北市新莊區丹鳳國民小學（437號） - 捷運迴龍站（門牌為中正路758號B1） |

### 沿線橋樑與地下道
（由東到西）
- 忠孝橋（高架）
- 中山高架道路
- 二重疏洪道橋樑
- 台64線橋樑
- 中港大排橋樑
- 台65線橋樑
- 十八份坑溪橋樑